# Fate/Apocrypha
Fate/Apocrypha (フェイト/アポクリファ?, Feito/Apokurifa) è una serie di light novel scritta da Yūichirō Higashide e illustrata da Ototsugu Konoe, spin-off del franchise Fate di Type-Moon. Un adattamento manga è stato serializzato sulla rivista Comp Ace di Kadokawa Shoten dal 26 giugno 2016 al 26 marzo 2024, mentre un adattamento anime, prodotto da A-1 Pictures, è stato trasmesso in Giappone tra il 1º luglio e il 30 dicembre 2017.

## Trama
Le vicende di Fate/Apocrypha si sviluppano in un universo alternativo alla serie principale Fate/stay night, dove gli Einzbern non hanno mai evocato Angra Mainyu e come tale non hanno mai corrotto il Santo Graal, modificando le cronache della terza Guerra. 
Nel corso della terza Guerra del Santo Graal tenutasi durante la seconda guerra mondiale, un mago approfitta del caos per rubare il Graal. Dopo alcuni decenni, la famiglia Yggmillennia, che utilizzava l'artefatto trafugato come suo simbolo, proclama la sua indipendenza dall'Associazione dei Maghi. Furiosa, l'associazione invia le sue forze a combattere la famiglia, ma vengono sconfitte dai servant evocati da quest'ultima. Il sistema della Guerra del Santo Graal subisce così un cambiamento radicale, configurandosi come un confronto tra due squadre di sette servant: inizia la Grande Guerra del Graal.

## Personaggi

### Master

Sieg e Ruler nella prima sigla iniziale

Sieg (ジーク?, Jīku)
Doppiato da: Natsuki Hanae (ed. giapponese) e Renato Novara (ed. italiana)
Uno dei tanti homunculus creati per fornire energia ai Servant della Fazione nera, ma a differenza degli altri possiede circuiti magici di alta qualità. Riuscito a scappare, viene salvato da Giovanna d'Arco, Astolfo e Sigfrido, con quest'ultimo che si sacrifica per lui trapiantandogli il suo cuore, guadagnando così la capacità di trasformarsi nell'eroe ma solo per tre volte; inoltre, dopo la sua morte contro Mordred viene rianimato dall'energia di Frankenstein, acquisendone l'abilità Galvanismo e versioni più deboli dei suoi Noble Phantasm. Sebbene Giovanna gli abbia concesso la possibilità di vivere una vita normale, vista la sua più lunga aspettativa di vita dovuta al cuore di Sigfrido, decide di partecipare alla Grande Guerra del Graal per salvare gli altri homunculus dal loro destino. Dopo la morte di Celenike diviene il Master di Astolfo, e sviluppa un legame romantico con Giovanna. Alla fine viene decretato come vincitore della guerra, esprimendo il desiderio di trasformarsi nel drago Fafnir per portare il Graal maggiore nel Lato oscuro del Mondo così da impedire che il desiderio di Shirou Amakusa si realizzi, rimanendovi fino al suo ricongiungimento con Giovanna.
Darnic Prestone Yggdmillenia (ダーニック・プレストーン・ユグドミレニア?, Dānikku Puresutōn Yugudomirenia)
Doppiato da: Nobuyuki Hiyama (ed. giapponese) e Lorenzo Scattorin (ed. italiana)
Il capofamiglia degli Yggdmillenia e il Master del Lancer nero, ostracizzato dalla maggior parte della comunità dei maghi per le impurità nella linea di sangue dei Prestone. Partecipò alla Terza Guerra del Sacro Graal come Master di Fionn mac Cumhaill e sfruttando la Germania nazista per impadronirsi del Graal maggiore, per poi dirigersi verso la sua fortezza a Trifas, in Romania. Da qui riesce a modificare il Graal affinché evochi non solo gli Spiriti eroici ma anche "coloro che hanno solo l'aspetto di uno Spirito eroico", diffondendo perfino informazioni sull'imitazione del rituale dando vita alle Guerre sottospecifiche del Sacro Graal. Usando un mezzo proibito per prolungare la sua vita nutrendosi di anime infantili, Darnic fa la sua mossa sessant'anni dopo annunciando l’inizio della Grande Guerra del Graal, per realizzare il suo desiderio di far risollevare gli Yggdmillenia. Il suo desiderio è tale da spingerlo a forzare la trasformazione di Vlad in Dracula e, quindi, a possedere il corpo del suo Servant dopo essere stato ucciso per reclamare il Sacro Graal rubato durante gli scontri, solo per venire incenerito da Shirou. In Fate/Grand Order viene rivelato che l'anima di Darnic rimase intrappolata all'interno del Sacro Graal alla morte di Dracula, ripetendo il conflitto che lo portò alla morte prima di trovare finalmente riposo.
Gordes Musik Yggdmillenia (ゴルド・ムジーク・ユグドミレニア?, Gorudo Mujīku Yugudomirenia)
Doppiato da: Toru Ohkawa (ed. giapponese) e Sergio Romanò (ed. italiana)
Il Master del Saber nero e un alchimista di prima classe, ha infatti creato i numerosi homunculus che servono gli Yggdmillennia. Uomo pomposo, orgoglioso, sovrappeso e che si offende facilmente, il suo agire in modo sconsiderato con Sigfrido gli fa sprecare ben due incantesimi di comando prima dell'inizio della guerra, oltre a perdere il suo Servant che si sacrifica per salvare Sieg; lo stesso Darnic non si fa problemi nel vederlo come un possibile nucleo reattore per il Noble Phantasm di Avicebron. Alla fine Gordes sopravvive alla guerra, incoraggiato a trattare i suoi homunculus come individui dalla sua assistente Toole.
Fiore Forvedge Yggdmillenia (フィオレ・フォルヴェッジ・ユグドミレニア?, Fiore Foruvejji Yugudomirenia)
Doppiata da: Chinatsu Akasaki (ed. giapponese) e Tiziana Martello (ed. italiana)
La Master dell'Archer nero, sorella maggiore di Caules e maga di grande talento, esperta di evocazione spirituale e ingegneria umana. Costretta su una sedia a rotelle sin dalla nascita, desidera che il Graal le guarisca le gambe mantenendo le sue capacità di mago, cosa che altrimenti non sarebbe possibile. Come armamento utilizza i Manipolatori di bronzo, quattro arti meccanici armati che le permettono di camminare e scalare gli edifici. È dolce, gentile e compassionevole, ma pur presentando un aspetto duro manca del comportamento spesso freddo necessario per essere un mago. Caules e Chirone alla fine la convincono a ritirarsi come mago a causa della sua incapacità nel prendere una vita, motivo per cui trasferisce i suoi circuiti magici al fratello rendendolo il capo degli Yggdmillennia. Nell'epilogo della storia, Fiore si sottopone a una fisioterapia per imparare a camminare.
Caules Forvedge Yggdmillenia (カウレス・フォルヴェッジ・ユグドミレニア?, Kauresu Foruvejji Yugudomirenia)
Doppiato da: Yūsuke Kobayashi (ed. giapponese) e Dario Sansalone (ed. italiana)
Il Master del Berserker nero, è un mago che può evocare spiriti, insetti e animali di bassa classe viste le scarse abilità magiche. È molto devoto verso la sorella maggiore Fiore, tanto che, in mancanza di un desiderio personale per il Graal, avrebbe esaudito il suo. Ha una stretta collaborazione con Frankenstein, trattandola con rispetto e fiducia, ed è riluttante a permetterle di usare il suo distruttivo Noble Phantasm. Convince Fiore a dimettersi sia da mago che come capo degli Yggdmillennia, facendosi trasferire i suoi circuiti magici. Nell'epilogo della storia, Calus diventa uno studente sotto Lord El-Melloi II dopo che i membri sopravvissuti degli Yggdmillennia vengono perdonati per il loro ruolo nel conflitto.
Celenike Icecolle Yggdmillenia (セレニケ・アイスコル・ユグドミレニア?, Serenike Aisukoru Yugudomirenia)
Doppiata da: Shizuka Ishigami (ed. giapponese) e Alessandra Karpoff (ed. italiana)
La prima Master del Rider nero, una praticante di arti oscure con una personalità da dominatrice. A causa della crescente preoccupazione di Astolfo nei confronti di Sieg, Celenike giura di ucciderlo, giungendo subito dopo il loro combattimento contro Mordred e usando i suoi incantesimi di comando per costringere il suo Servant a uccidere l'homunculus, ma venendo decapitata da una disgustata Mordred.
Roche Frain Yggdmillenia (ロシェ・フレイン・ユグドミレニア?, Roshe Furein Yugudomirenia)
Doppiato da: Emiri Katō (ed. giapponese) e Cinzia Massironi (ed. italiana)
Il Master del Caster nero, un mago prodigio specializzato nella creazione di golem, tanto da esserne ossessionato e preferendoli alle persone, e per questo arriva a idolatrare il suo Servant al punto da considerarlo il suo maestro, e il suo desiderio per il Graal è chiederne la reincarnazione così da impararne i segreti. Alla fine, però, Roche viene tradito da Avicebron che lo usa come nucleo reattore per il suo Noble Phantasm.
Reika Rikodou (六導玲霞?, Rikudō Reika)
Doppiata da: Mai Nakahara (ed. giapponese) e Stefania Rusconi (ed. italiana)
La Master dell'Assassin nero, una prostituta che il mago Hyouma Sagara ha cercato di utilizzare come sacrificio per Jack, ma questi, invece, ha ucciso Sagara identificando Reika come Master e figura genitoriale. Reika si dimostra gentile e materna nei confronti di Jack, permettendole di uccidere criminali e maghi per divorare i loro cuori in modo da sopperire alla sua mancanza magica, non schierandosi con nessuna delle due fazioni durante la guerra e attaccandone i membri indiscriminatamente. Viene colpita al petto da Atalanta, usando i suoi incantesimi di comando per assicurarsi che Jack non soffra per la sua perdita.
Kairi Shishigou (獅子劫界離?, Shishigō Kairi)
Doppiato da: Kenji Nomura (ed. giapponese) e Cesare Rasini (ed. italiana)
Il Master del Saber rosso, un negromante freelance, sicuro di sé e pragmatico che viene assunto dalla Torre dell'Orologio per recuperare il Graal maggiore. Un suo antenato fece un patto per acquisire i poteri negromantici che caratterizzeranno la sua famiglia, al costo di una maledizione che rendeva difficile la riproduzione. Kairi adottò una bambina, ma il suo tentativo di trasferirle il suo stemma magico la portò alla morte, motivo per cui spera di usare il Sacro Graal per riportarla in vita. Va d'accordo con Mordred, con i due che agiscono indipendentemente dal resto della Fazione rossa. Si schierano con Ruler, Sieg e i restanti Master neri per sconfiggere Shirou Amakusa dopo aver scoperto che stava manipolando la guerra a proprio vantaggio. Riescono a sconfiggere Semiramide, ma Kairi soccombe alle ferite che riceve nella battaglia. Appare anche in Lord El-Melloi II-sei no jikenbo come personaggio secondario.
Shirou Kotomine (シロウ・コトミネ?, Shirō Kotomine)
Doppiato da: Kōki Uchiyama (ed. giapponese) e Massimo Di Benedetto (ed. italiana)
Un membro compassionevole e virtuoso della Chiesa che agisce sia come supervisore della guerra che come Master dell'Assassin rosso. La sua vera identità è uno Spirito eroico incarnato chiamato Shirou Tokisada Amakusa (天草 四郎 時貞?, Amakusa Shirō Tokisada), un cristiano giapponese che morì guidando la rivolta di Shimabara durante il periodo Edo. In contrasto con Angra Mainyu nella timeline di Fate/stay night, Shirou fu convocato dagli Einzbern come Servant di classe Ruler durante la Terza Guerra del Santo Graal, acquisendo un corpo fisico entrando in contatto con il Graal maggiore prima che questi fosse preso da Darnic. Venne adottato da Risei Kotomine, mantenendosi a distanza dal figlio di questi, Kirei, percependone la sua "distorsione", e incontrandolo unicamente al funerale del padre. Nel corso degli anni fece da supervisore a diverse Guerre sottospecifiche del Sacro Graal. Viaggiando in Medio Oriente alla ricerca del catalizzatore per evocare Semiramide, la sua pelle si è abbronzata e i suoi capelli da neri sono divenuti bianchi. I suoi Noble Phantasm sono Matrice Xanadu e Divoramale, rispettivamente usabili con le mani sinistra e destra, i quali permettono a Shirou di utilizzare qualsiasi magia senza il bisogno di padroneggiarla, oltre a possedere rispettivamente abilità di rinforzo e rafforzamento del corpo - con un prolungamento della vita -, e capacità di supporto come la precognizione. Sfruttando il nuovo conflitto tra le due fazioni manipola gli altri Master rossi, salvo Kairi Shishigou, affinché gli consegnino i loro incantesimi di comando e Servant. Dopo aver ottenuto il Graal maggiore, Shirou utilizza i suoi due Noble Phantasm per entrarvi ed esprimere il suo desiderio di trasformare tutte le anime dell'umanità attraverso lo spazio-tempo in esseri immortali nella beatitudine perpetua e liberi dal peccato, non considerando che ciò avrebbe creato un mondo stagnante. Viene, comunque, ferito a morte da Sieg, con Semiramide che gli concede una morte rapida e indolore tramite un bacio avvelenato; inoltre, Sieg impedisce al desiderio di Shirou di avere pieno effetto portando il Graal nel Lato oscuro del Mondo, dove non esistono umani che possa influenzare.
Jean Rum (ジーン・ラム?, Jīn Ramu)
La Master originale del Caster rosso, una maga freelance altamente abile nella magia del vento e per questo conosciuta come "Ruota della burrasca". Dotata di un senso di rettitudine, è però una bibliomaniaca, e si dice che abbia cercato la biblioteca di Ivan il Terribile. Desiderava evocare il personaggio di Shakespeare Macbeth, uno dei preferiti, ottenendo invece l'autore stesso.
Rottweil Berzinsky (ロットウェル・ペルジンスキー?, Rottoweru Perujinsukī)
Il Master originale dell'Archer rosso e un mago feelance conosciuto come "Lucertola d'argento", dato che ricopre i suoi punti vitali con scaglie d'argento ed è ossessionato dalle lucertole, comportandosi anche come loro. Partecipò a una Guerra sottospecifica del Santo Graal dove gli venne chiesto di uccidere il suo Servant in modo da raccogliere l'energia magica, ma irritato Rottweil uccise tutti, anche il suo cliente (dato che il contratto non lo specificava), e sopravvisse a malapena alla tremenda esplosione generata dall'energia accumulata dei Servant morti.
Feend vor Sembren (フィーンド・ヴォル・センベルン?, Fīndo voru Senberun)
Il Master originale del Lancer rosso e un istruttore di prima classe della Torre dell'Orologio.
Cabik Pentel (キャビィク・ペンテル?, Kyabīku Penteru) e Deimlet Pentel (デムライト・ペンテル?, Demuraito Penteru)
Due fratelli, noti come "Fratelli Gum", e Master originali rispettivamente del Rider e del Berserker rosso. Sono conosciuti come dei mostri specializzati nel combattimento, mostrando un potere maggiore quando sono vicini e che si spartiscono lo stemma magico della loro famiglia.

### Servant
Ruler (ルーラー?, Rūrā) - Giovanna d'Arco (ジャンヌ・ダルク?, Jannu Daruku)
Doppiata da: Maaya Sakamoto (ed. giapponese) e Francesca Bielli (ed. italiana) (Ruler); Maaya Sakamoto (ed. giapponese) e Stefania Rusconi (ed. italiana) (Leticia)
Evocata dal Graal stesso per supervisionare sulla Grande Guerra, Giovanna si manifesta prendendo possesso del corpo di una ragazza di nome Laeticia (レティシア?, Retishia), di aspetto molto simile e che rimane nel suo subconscio. È coraggiosa, compassionevole, umile e onesta, non credendo di essere una santa come è stata canonizzata. All'inizio non sa perché è stata convocata come Ruler, per poi scoprire che il suo vero scopo è impedire a Shirou Amakusa di usare la Guerra per soddisfare il proprio desiderio. Aiuta anche Sieg a iniziare una nuova vita, ma nonostante i suoi tentativi di tenerlo lontano ha continuamente visioni della sua partecipazione nel conflitto; finisce per innamorarsi di lui, inizialmente pensando che tali sentimenti appartengano a Laeticia e perché ha giurato di amare tutti equamente. I suoi Noble Phantasm sono Luminosité Eternelle, la sua bandiera militare in grado di respingere gli attacchi, e La Pucelle, la manifestazione delle fiamme che l'hanno uccisa la quale sprigiona una potenza puramente distruttiva contro avversari malvagi in cambio della sua vita. Viene sconfitta da Shirou, abbandonando il corpo di Laeticia per poi ricongiungersi con Sieg nel Lato oscuro del Mondo confessandogli i suoi sentimenti.
Saber nero ("黒"のセイバー?, "Kuro" no Seibā) - Sigfrido (ジークフリート?, Jīkufurīdo)
Doppiato da: Junichi Suwabe (ed. giapponese) e Claudio Moneta (ed. italiana)
Conosciuto come il Cavaliere ammazzadraghi, appare ne La canzone dei Nibelunghi come una figura eroica altruista che uccise il drago Fafnir, bagnandosi nel suo sangue e diventando immortale eccezion fatta per una parte della schiena su cui si posò una foglia di tiglio, che divenne la causa della sua morte. Evocato da Gordes usando come catalizzatore proprio una foglia di tiglio, Sigfrido si dimostra un nobile cavaliere reticente e modesto, abituato a prestare la propria forza agli altri senza capire quale sia il proprio desiderio, e obbedisce silenziosamente agli ordini del suo Master. Quando Sieg viene ferito a morte da Gordes, Sigfrido rimuove il proprio cuore donandolo all'homunculus, in quanto ha capito che vuole essere un vero eroe della giustizia e diventando il primo Servant a morire nella Grande Guerra del Graal. I suoi Noble Phantasm sono l'Armatura di Fafnir, la materializzazione della sua invincibilità che lo protegge quasi completamente da ogni cosa, e la sua spada Balmung, dotata di una pietra contenente la magia dell’Era degli dèi con cui può sferrare attacchi ad ampio raggio.
Saber rosso ("赤"のセイバー?, "Aka" no Seiba) - Mordred (モードレッド?, Mōdoreddo)
Doppiata da: Miyuki Sawashiro (ed. giapponese) e Cristiana Rossi (ed. italiana)
Conosciuta come il Cavaliere traditore, è la figlia homunculus di Artoria Pendragon e di sua sorella Morgan le Fay, concepita quando quest'ultima sedusse Artoria, resa momentaneamente un uomo da Merlino per cercare di garantirle un erede, e plasmata a sua immagine. Unitasi ai cavalieri della Tavola Rotonda, una volta scoperta la sua identità cercò il riconoscimento di Artoria ma venne rifiutata, facendole provare odio verso il genitore e portandola a far decadere il suo regno fino alla battaglia di Camlann, dove entrambe morirono. Viene evocata da Kairi Shishigou usando come catalizzatore un frammento della Tavola Rotonda, con cui instaura subito un buon rapporto. Mordred è orgogliosa, altezzosa, sicura di sé e non ama essere definita una donna; inoltre, nutre un misto di ammirazione e odio per suo "padre" dato che fu il suo modello di vita ma che la ritenne inadatta a governare, e il suo desiderio per il Graal è quello di poter estrarre la Spada della selezione Caliburn in modo da essere riconosciuta come suo erede. I suoi Noble Phantasm sono il suo elmo Segreto del pedigree, con cui è in grado di celare la propria identità, e Clarent, la spada che rubò dall'armeria di Camelot durante la sua ribellione in quanto simbolo di successione reale, la quale amplifica il suo mana attingendo al proprio odio e rilasciando il Clarent Blood Arthur, azione che la costringe a togliersi l'elmo. Con la rivelazione dei veri piani di Shirou, lei e Kairi si uniscono agli Yggdmillenia sopravvissuti per contrastarlo, arrivando a sconfiggere Semiramide ma sparendo subito dopo la morte del suo Master. Arriva a comprendere che il suo desiderio era solamente sostenere Artoria nei suoi compiti di regnante, rendendosi conto, però, che anche se fosse diventata re non sarebbe mai stata capace di esserlo come lei.
Archer nero ("黒"のアーチャー?, "Kuro" no Āchā) - Chirone (ケイローン?, Keirōn)
Doppiato da: Shunsuke Takeuchi (ed. giapponese) e Alessandro Capra (ed. italiana)
Il centauro noto per essere stato il maestro di molti eroi greci nonché l'arciere più famoso al mondo, in grado di colpire a grandi distanze grazie alla sua visione dinamica. Per sua scelta, ha preso forma completamente umana per nascondere la sua identità (nel manga riprende le sue vere sembianze nella battaglia finale con Achille). Calmo, saggio e leale, Chirone si prende molta cura della sua Master Fiore. Il suo desiderio è riottenere la sua immortalità, dopo averla ceduta al titano Prometeo quando Eracle lo colpì per sbaglio con una freccia intrisa del sangue dell'Idra; inizialmente uno Spirito divino, essendo figlio del titano Crono e della dea Filira, tale evento lo ha declassato a Spirito eroico, rendendolo idoneo a partecipare alle Guerre del Sacro Graal. Viene evocato usando come catalizzatore proprio una delle frecce coperte del suo sangue. Il suo Noble Phantasm è Antares Snipe, un colpo che "spara una stella splendente" tracciante ed è la sublimazione della sua leggenda in cui si dice che miri sempre allo Scorpione nel cielo dopo essere stato trasformato nella costellazione del Sagittario. È un Noble Phantasm unico nel suo genere in quanto non richiede il rilascio tramite il Vero nome o la carica di energia magica in quanto sempre presente nel cielo notturno, ma di contro può essere usato solo una volta a notte e ha un basso potere d'attacco, motivo per il quale lo usa quando è certo di poter colpire il punto debole di un avversario. Nella battaglia finale Chirone perde in duello contro Achille, riuscendo, però, tramite il suo Noble Phantasm, a rimuovergli la sua immortalità.
Archer rosso ("赤"のアーチャー?, "Aka" no Āchā) - Atalanta (アタランテ?, Atarante)
Doppiata da: Saori Hayami (ed. giapponese) e Ilaria Egitto (ed. italiana)
Un'eroina e arciere greca allevata dalla dea Artemide dopo essere stata abbandonata dal padre, il re di Arcadia Iaso, il quale voleva un erede maschio, venendo conosciuta come la Vergine cacciatrice. Il suo desiderio per il Sacro Graal è che tutti i bambini del mondo siano amati e protetti. I suoi Noble Phantasm sono Phoebus Catastrophe, una preghiera ad Artemide e ad Apollo che scatena una pioggia di frecce, e Agrius Metamorphosis, la pelliccia del cinghiale calidonio cui partecipò alla caccia, che la rende più simile a un Berserker con dei tratti ferini e capace di mutare forma in base alle caratteristiche dell'ambiente; inoltre, Phoebus Catastrophe viene sigillato, anche se è in grado di sferrare un attacco simile. Durante il confronto con Jack lo Squartatore, Atalanta viene corrotta dalle anime dei bambini che compongono il Servant prendendo le loro difese contro Giovanna d'Arco, promettendosi di ucciderla quando la vede esorcizzarlo distruggendo le componenti della sua identità. Nella battaglia finale si lascia travolgere dalla furia rilasciando il suo secondo Noble Phantasm, ma viene fermata da Achille che la riporta alla ragione, nonostante i due finiscano per uccidersi a vicenda. Nei suoi ultimi momenti Atalanta ammette che il suo sogno non era realistico, ma desiderava comunque perseguirlo.
Lancer nero ("黒"のランサー?, "Kuro" no Ransā) - Vlad III (ヴラド三世?, Vurado Sansei)
Doppiato da: Ryōtarō Okiayu (ed. giapponese) e Diego Baldoin (ed. italiana)
Un signore della guerra ed eroe rumeno, ritratto come un leader intimidatorio, carismatico e modesto, che non ama l'eccessiva adulazione di Darnic. Essendo stato evocato nel suo vecchio dominio, a differenza della versione guerriera apparsa in Fate/EXTRA vengono messe più in risalto le sue caratteristiche regali e le sue abilità sono potenziate, mettendolo nella posizione di leader dei Servant neri. I suoi Noble Phantasm sono Kazikli Bay, la sublimazione della sua impresa quando impalò ventimila soldati ottomani di Maometto II evocando dei paletti dal proprio corpo - così come all'interno del nemico quando lo colpisce con la sua lancia -, e in grandi quantità direttamente dal terreno grazie alla sua abilità Difensore demoniaco dello Stato, e la Leggenda di Dracula, che lo trasforma nel famigerato vampiro ma che sigilla l'uso di Kazikli Bay, anche se è in grado di replicarne gli effetti. Vlad disprezza la fama di mostro che ha infangato il nome suo e della sua famiglia, motivo per cui non vuole utilizzare il suo secondo Noble Phantasm e il suo desiderio per il Sacro Graal è quello di cancellare l'esistenza di Dracula. Quando, però, la Fazione rossa riesce a ottenere il Graal maggiore, viene costretto da Darnic a trasformarsi e a imprimere la sua mente nella sua anima tramite gli Incantesimi di comando, creando un mostro ossessionato dall'ottenere il Graal maggiore ma finendo per essere uccisi da Shirou.
Lancer rosso ("赤"のランサー?, "Aka" no Ransā) - Karna (カルナ?, Karuna)
Doppiato da: Kōji Yusa (ed. giapponese) e Massimiliano Lotti (ed. italiana)
Un semidio indiano apparso nel Mahabharata, famoso per la sua indomita volontà e per il tiro con l'arco, anche se viene evocato come Lancer. Karna appare come un uomo dai capelli bianchi e dalla pelle chiara. Sebbene appaia freddo e distaccato mostra lealtà al proprio Master pur non incontrandolo, e obbedisce agli ordini di Shirou Amakusa senza fare domande. I suoi Noble Phantasm sono Kavacha e Kundala, rispettivamente la sua armatura e il suo orecchino dorati, intrisi del potere di suo padre Sūrya e donatigli dalla madre Kunti per provarne il lignaggio, che riducono di un decimo tutti gli attacchi, soprattutto quando Karna scatena il potere delle fiamme; Brahmastra, in cui scaglia un raggio dal suo occhio destro invocando il nome del dio Brahma, potenziandolo nel Brahmastra Kundala capace di provocare un'esplosione nucleare; e Vasavi Shakti, la lancia donatagli dal dio Indra in cambio della sua armatura, motivo per il quale ne assorbe il potere difensivo al rilascio del suo Vero nome. Il suo primo compito è assassinare Giovanna d'Arco, ma viene fermato da Sigfrido, con i due che si prometto di continuare il loro duello in un altro momento. Durante la battaglia finale Karna chiede a Caules di salvare i Master rossi dai Giardini pensili di Babilonia, per poi confrontarsi con Sieg e venendo sconfitto grazie all'intervento di Astolfo che usa il Noble Phantasm di Achille, non esprimendo comunque rimpianti o rancori.
Rider nero ("黒"のライダー?, "Kuro" no Raidā) - Astolfo (アストルフォ?, Asutorufo)
Doppiato da: Rumi Ōkubo (ed. giapponese) e Valentina Pallavicino (ed. italiana)
Uno dei Dodici paladini di Carlo Magno. È un androgino (tanto che Giovanna d'Arco era convinta che fosse una donna finché non l'ha visto uscire nudo dalla doccia) eternamente ottimista, spensierato, allegro, sicuro di sé e coraggioso, pur mancando di ogni senso di prudenza che attribuisce al suo mitico volo sulla Luna. Viene evocato usando come catalizzatore una bottiglia contenente residui di una sorta di liquido. Astolfo trova il suo primo Master Celenike sgradevole, facendo subito amicizia con Sieg aiutandolo inizialmente a scappare e diventandone il Servant dopo che Celenike viene decapitata da Mordred. I suoi Noble Phantasm sono un ippogrifo, appartenuto al mago Atlante e capace di eseguire brevi spostamenti dimensionali, la lancia d'oro Trappola di Argalia, appartenente all'omonimo cavaliere e principe e capace di smaterializzare le parti colpite, La Luna nera, un grande corno da caccia in grado di emettere un potente colpo sonoro, e Casseur de Logistille, un libro di incantesimi in grado di difendere dalla magia; il suo vero utilizzo gli permette di contrastare ogni forma di magia, ma può utilizzarlo solo quando la Luna non è presente nel cielo in quanto non ne ricorda il nome, legato alla leggenda secondo cui avrebbe trovato la ragione sulla Luna. Astolfo diventa l'ultimo Servant sopravvissuto alla guerra, rimanendo presente in quanto il suo contratto con Sieg non è mai terminato, e viaggia per il mondo scrivendo le sue esperienze a causa della sua scarsa memoria.
Rider rosso ("赤"のライダー?, "Aka" no Raidā) - Achille (アキレウス?, Akireusu)
Doppiato da: Makoto Furukawa (ed. giapponese) e Matteo Zanotti (ed. italiana)
L'immortale eroe greco che partecipò alla Guerra di Troia e venne educato da Chirone, desiderando scontrarsi con lui dopo aver appreso della sua presenza. È ritratto come un personaggio eroico, sicuro di sé e nobile. La classe Rider di solito è la più debole senza l'utilizzo dei Noble Phantasm inerenti principalmente alle cavalcature, ma ha dimostrato di essere ugualmente forte. I suoi Noble Phantasm sono il suo carro Troias Tragōidia, trainato dai cavalli Balio, Xanto e Pedaso, capace di muoversi a velocità fulminea e di volare, Dromeus Komētēs, la sublimazione della sua leggenda secondo cui è il più veloce tra gli eroi, Andreias Amarantos, il quale rappresenta la sua immortalità e che lo protegge dagli attacchi finché non viene ferito al tallone, la lancia Diatrekhōn Astēr Lonkhē donatagli dal padre Peleo - a sua volta dono di Chirone -, in grado di creare uno spazio isolato da tutto l'ambiente e il tempo circostante in cui vengono negati i "colpi di fortuna", ma che non può usare contro avversari donne a causa del terribile rimpianto di aver ucciso con essa la regina delle Amazzoni Pentesilea, e Akhilleus Kosmos, lo scudo creatogli dal dio Efesto in grado di bloccare qualsiasi attacco materializzando un mondo in miniatura. Durante la battaglia finale riesce a sconfiggere Chirone al prezzo di perdere la sua immortalità dopo che questi riesce a colpirgli il tallone, per poi donare Akhilleus Kosmos ad Astolfo e salvare Giovanna d'Arco da Atalanta, morendo entrambi per le ferite riportate.
Caster nero ("黒"のキャスター?, "Kuro" no Kyasutā) - Avicebron (アヴィケブロン?, Avikeburon)
Doppiato da: Mitsuru Miyamoto (ed. giapponese) e Luca Sandri (ed. italiana)
Un filosofo e poeta ebreo del dodicesimo secolo che fondò il sistema taumaturgico della Kabbalah, divenendo uno dei punti di partenza per il Rinascimento portando la tradizione e l'illuminazione greco-araba ed ebraica nei circoli culturali d'Europa. A causa del suo odio per l'umanità, dovuto ai vari mali che l’hanno accompagnata, Avicebron porta una maschera, sostenendo che trova doloroso guardare le persone negli occhi. L'unico con cui sembra avere un buon rapporto è il suo Master Roche, con cui condivide la passione per i golem e che lo vede come il suo maestro, nonostante Avicebron non abbia mai avuto uno stretto contatto con i bambini per via della sua salute. Viene evocato due mesi prima della Guerra in modo da preparare i golem a difesa della fortezza degli Yggdmillenia, e nel frattempo si cimenta nella realizzazione del suo Noble Phantasm, il Golem Keter Malkuth, una copia dell'uomo primordiale Adamo che non riuscì a realizzare quando era in vita, il quale genera un Reality Marble che preleva mana dall'ambiente rimodellandolo nel Giardino dell'Eden e diventando ancora più grande man mano che si espande; l'unico modo per distruggerlo è fare in modo che i suoi piedi non tocchino terra affinché non si rigeneri. Quando la Fazione rossa riesce a prendere il Graal maggiore e Darnic viene ucciso da Shirou Amakusa, Avicebron si schiera con lui in quanto condividono lo stesso obiettivo, arrivando a sacrificare Roche per usarlo come nucleo reattore in modo da completare Keter Malkuth e lasciandosi assorbire da esso quando viene ucciso, ma finendo per essere distrutto dagli sforzi combinati di Sieg e Mordred.
Caster rosso ("赤"のキャスター?, "Aka" no Kyasutā) - William Shakespeare (ウィリアム・シェイクスピア?, U~Iriamu Sheikusupia)
Doppiato da: Tetsu Inada (ed. giapponese) e Luca Sandri (ed. italiana)
Famoso poeta e drammaturgo inglese, Shakespeare è un Servant eccentrico e teatrale ma manipolatore. Assume intenzionalmente un ruolo di supporto nella Grande Guerra del Graal dato che non possiede alcun potere combattivo, scrivendo un'opera teatrale sugli altri Servant e Master, anche se Shirou gli proibisce con un Incantesimo di comando di scrivere una tragedia sui suoi sforzi. Il suo Noble Phantasm, First Folio, gli consente di "allestire un palcoscenico" ricreando luoghi, eventi e persone della vita dei suoi avversari, mostrandone i propri difetti per lasciarli sia mentalmente che emotivamente fragili; potenziato dai Giardini pensili di Babilonia, si dimostra in grado di replicare perfettamente la vita di Giovanna d'Arco, così come creare una vera e propria replica di Gilles de Rais come se fosse un Servant evocato. Inoltre, tramite la sua abilità Incanto si è dimostrato in grado di creare dei Noble Phantasm aggiungendo delle funzioni agli oggetti tramite i concetti. È l'ultimo Servant rosso alla fine della guerra, assistendo mentre Sieg porta via il Graal maggiore ed esprimendo rammarico per non poter essere l'eroe della sua stessa storia prima di sparire.
Berserker nero ("黒"のバーサーカー?, "Kuro" no Bāsākā) - Mostro di Frankenstein (フランケンシュタインの怪物?, Furankenshutain no Kaibutsu)
Doppiata da: Ai Nonaka (ed. giapponese) e Gea Riva (ed. italiana).
Raffigurata come una persona reale nel mondo di Fate, appare come una versione femminile del personaggio, ma esattamente come l'originale venne rifiutata dal suo creatore, in particolare quando gli chiese di creare un compagno, e costringendola a ucciderlo. Rifiuta il suo vero nome, preferendo essere chiamata Berserker. Viene evocata proprio tramite gli appunti del suo creatore come catalizzatore. È un'anima gentile, incline a raccogliere fiori, ma ha un lato aggressivo simile a quello di un cane, rispondendo con grugniti anche se è capace di parlare. Il suo desiderio per il Sacro Graal è di concederle un compagno. I suoi Noble Phantasm sono la sua mazza da battaglia Bridal Chest, che scarica l'elettricità accumulata tramite la sua abilità Galvanismo riciclando quella sprecata, e Blasted Tree, usando l’energia per scagliare fulmini, e quando rilascia i limitatori del suo reattore è in grado di generare un devastante attacco ad area dalla forma simile a un imponente albero, al costo, però, della sua stessa vita. Negli appunti di Victor Frankenstein viene detto che "Questo attacco fulmineo non è semplicemente un fulmine, ma piuttosto un potere che ha la volontà di Frankenstein incorporata al suo interno. Finché esiste, non perirà mai". Durante la Guerra Berserker tenta di uccidere Mordred con Blasted Tree finendo distrutta, incanalando parte della sua essenza in Sieg, rianimandolo e permettendogli di usare una versione indebolita del suo Noble Phantasm durante la sua battaglia con Shirou Amakusa.
Berserker rosso ("赤"のバーサーカー?, "Aka" no Bāsākā) - Spartaco (スパルタクス?, Suparutakusu)
Doppiato da: Satoshi Tsuruoka (ed. giapponese) e Pietro Ubaldi (ed. italiana)
Famoso gladiatore tracio che guidò una ribellione degli schiavi su vasta scala nell'Antica Roma, ha l'aspetto di un gigantesco uomo la cui mentalità è costantemente guidata dal desiderio di ribellarsi e combattere contro ogni forma di oppressione, provando grande gioia in battaglia. Il suo Noble Phantasm è Crying Warmonger, la sublimazione della sua impresa che aumenta il suo potere in proporzione al danno subito e usandolo per potenziare le capacità fisiche o per guarire, arrivando a trasformarsi in un gigantesco mostro deforme. Sebbene la Fazione rossa abbia pensato di usarlo in un attacco più coordinato, Shakespeare "prova pietà" per lui rivelandogli l'ubicazione del quartier generale degli Yggdmillenia a Trifas, con Shirou che decide di non fermarlo poiché utilizzare un incantesimo di comando ritarderebbe solo l'inevitabile. Infatti Spartaco finisce per essere catturato dalla Fazione nera e assoggettato da Avicebron come suo nuovo Master. Viene rilasciato durante la battaglia contro i suoi ex alleati, scontrandosi con Atalanta che, viste le sue capacità rigenerative, lo conduce da Giovanna d'Arco, ormai completamente mutato dai continui attacchi subiti, il quale rilascia tutta l'energia che ha accumulato in un raggio devastante cercando di distruggere lei, Sieg e Astolfo, per poi morire subito dopo.
Assassin nero ("黒"のアサシン?, "Kuro" no Asashin) - Jack lo Squartatore (ジャック・ザ・リッパー?, Jakku za Rippā)
Doppiata da: Sakura Tange (ed. giapponese) e Francesca Tretto (ed. italiana)
Famoso serial killer londinese, in questa versione ha la forma di una bambina in quanto è una fusione delle anime dei bambini morti tragicamente o che non sono mai riusciti a vivere a causa delle penose condizioni del quartiere di Whitechapel. Viene evocata tramite un rituale proibito dal mago degli Yggdmillenia Hyouma Sagara usando come catalizzatori i suoi coltelli e la prostituta Reika Rikudou, la quale le viene offerta come sacrificio, ma Jack uccide Hyouma riconoscendo la donna come una figura materna e, quindi, sua Master. Dato che Reika è un normale essere umano, Jack reintegra il suo mana mangiando i cuori dei maghi che uccide. A causa della natura della sua identità, coloro che la incontrano si dimenticano del suo aspetto, rendendola efficace come Assassin, ed è in grado di guarire le ferite in quanto i modi con cui uccise le sue vittime richiedevano conoscenze anatomiche. I suoi Noble Phantasm sono La Nebbia, generata da un'antica lanterna che rievoca il fenomeno della "nebbia della morte", pesantemente mescolata con acido solforico e creata con il mana, e Maria la Squartatrice, la sublimazione dei suoi omicidi incarnati in sei coltelli, potenziabili dall'odio dei bambini di cui è composta e, soddisfando tre condizioni (è notte, il bersaglio è una donna ed è nebbioso), possono apparire all'interno delle sue vittime. Dopo che Reika viene uccisa da Atalanta, Jack crea un'illusione della Londra vittoriana per tormentare l'arciere così come Sieg e Giovanna d'Arco, ma quest'ultima riesce a vedere attraverso le illusioni e convince le sue anime collettive a trasmigrare nell'aldilà.
Assassin rosso ("赤"のアサシン?, "Aka" no Asashin) - Semiramide (セミラミス?, Semiramisu)
Doppiata da: Kei Shindō (ed. giapponese) e Cinzia Massironi (ed. italiana)
Leggendaria regina dell'Assiria, una semidea che usa il veleno come arma insieme alla magia grazie all'abilità Double Summon la quale le permette di agire come un Caster, principalmente evocando delle catene; essendo figlia della dea siriana Derketo, è in grado di creare scaglie dalle sue mani come mezzo di difesa. È molto fedele a Shirou, suo Master e co-cospiratore nei suoi piani, tanto da innamorarsene. Vestita in modo stravagante, ha una personalità imponente e dominante ma incline alla rabbia se sfidata o messa in discussione. I suoi Noble Phantasm sono i Giardini pensili di Babilonia, un'enorme fortezza volante costruibile in tre giorni, dotata di diverse funzioni difensive e che funge da base per la Fazione rossa, al cui interno la sua fama aumenta considerevolmente rendendola più forte mentre per gli altri Servant viene annullata, e Sikera Ušum, la sublimazione dell'omicidio di suo marito e il primo per avvelenamento della storia, utilizzabile solo nella sala del trono dove trasforma l'ambiente circostante in veleno, colpendo anche quelli in grado di resistervi, e potendo persino evocare creature delle Specie fantasma se hanno un aneddoto relativo al veleno, come il Bašmu. Viene sconfitta da Mordred nella battaglia finale, ma riesce a vivere abbastanza a lungo da concedere a Shirou una morte indolore tramite un bacio avvelenato.

### Altri
Re Artù (アーサー王?, Āsā-ō)
Doppiata da: Ayako Kawasumi (ed. giapponese) e Benedetta Degli Innocenti (ed. italiana)
Il Re dei Cavalieri e "padre" di Mordred, il cui vero nome è Artoria Pendragon (アルトリア・ペンドラゴン?, Arutoria Pendoragon) e che divenne un Servant di classe Saber dopo la sua morte.
Medea (メディア?, Media)
Doppiata da: Ai Nonaka (ed. giapponese) e ? (ed. italiana)
La principessa della Colchide a cui Atalanta fu fedele poiché furono vicine l'una all'altra. È il Caster di Fate/stay night, così come nel suo aspetto più giovane in Fate/Grand Order.
Gilles de Rais (ジル・ド・レェ?, Jiru do Rei)
Doppiato da: Satoshi Tsuruoka (ed. giapponese) e Ruggero Andreozzi (ed. italiana)
Originariamente un eroe nazionale durante la Guerra dei Cent'anni in cui prestò servizio sotto Giovanna d'Arco contribuendo alla riconquista di Orleans, e gli fu conferito il più alto onore con il titolo di Maresciallo di Francia. Ma Rais trascorse i suoi ultimi anni come serial killer dopo che l'esecuzione di Giovanna lo fece impazzire, diventando un Servant di classe Caster durante gli eventi di Fate/Zero. Viene convocato attraverso i pensieri di Giovanna tramite il First Folio di Shakespeare come Servant di classe Saber, cercando di convincerla ad aderire al piano di Shirou in quanto avrebbe cancellato i suoi crimini. Alla fine sceglie di schierarsi con lei quando gli fa capire che il suo desiderio di redenzione è già motivo di perdono per Dio, dandogli la sua Luminosité Eternelle e sacrificandosi per proteggerla.
Hyouma Sagara (相良豹馬?, Sagara Hyōma)
Il Master originale dell'Assassin nero, proveniente da un lignaggio di maghi comunemente disprezzati come "ratti", cosa che ha influito sul suo carattere mostrando poco rispetto per la vita umana. Viene ucciso e consumato da Jack quando ha cercato di sacrificare Reika per rendere l'evocazione più effettiva.
Rocco Belfeban (ロッコ・ベルフェバン?, Rokko Berufeban)
Doppiato da: Tomohisa Aso (ed. giapponese) e Riccardo Rovatti (ed. italiana)
Capo del Dipartimento di evocazione nell'Associazione dei Maghi da cinquant'anni e membro del gruppo conservatore della Torre dell'Orologio. È un maniaco delle collezioni, ma anche piuttosto sciatto con ciò che colleziona. Assume Kairi Shishigou come Master rosso.
Lord El-Melloi II (ロード・エルメロイII世?, Rōdo Erumeroi Nisei)
Doppiato da: Daisuke Namikawa (ed. giapponese) e Valerio Amoruso (ed. italiana)
Un professore della Torre dell'Orologio e fratello adottivo maggiore di Reines. In gioventù era conosciuto come Waver Velvet, che a differenza degli eventi di Fate/Zero partecipò a una Guerra sottospecifica del Sacro Graal.
Reines El-Melloi Archisorte (ライネス・エルメロイ・アーチゾルテ?, Rainesu Erumeroi Āchizorute)
L'attuale capo della fazione El-Melloi e sorella adottiva minore di Lord El-Melloi II. È accompagnata dalla sua cameriera golem Trimmau.
Flat Escardos (フラット・エスカルドス?, Furatto Esukarudosu)
Doppiato da: Yoshitsugu Matsuoka (ed. giapponese) e Ruggero Andreozzi (ed. italiana)
Uno studente di magia della Torre dell'Orologio con un potenziale e un talento sconfinati, ma con poca intelligenza o buon senso a sostenerlo. Ha una personalità spensierata ed è stravagante e gentile.
Bram Nuada-Re Sophia-Ri (ブラム・ヌァザレ・ソフィアリ?, Buramu Nwazare Sofiari)
Fratello di Sola-Ui Nuada-Re Sophia-Ri (apparsa in Fate/Zero) e successore del capo del Dipartimento di evocazione spirituale della Torre dell'Orologio. Grazie alle sue capacità ottiene in breve tempo i catalizzatori per la Fazione rossa.
Serge (セルジュ?, Seruju)
Doppiato da: Hiroshi Naka (ed. giapponese) e Mario Scarabelli (ed. italiana).
Un anziano contadino che vive a Trifas e accetta di ospitare brevemente Sieg nella sua casa.
Risei Kotomine (言峰 璃正?, Kotomine Risei)
Il precedente supervisore della Terza Guerra del Sacro Graal (e della quarta in Fate/Zero), dove incontra e adotta Shirou Amakusa dopo la fine del conflitto causata dalle macchinazioni di Darnic. Esattamente come nella timeline originale con il figlio Kirei, non riesce a capire i veri intenti di Shirou, facendosi coercizare sia dal suo essere credente che dalla sua devozione.
Touki Shishigou (獅子劫 燈貴?, Shishigō Tōki)
Il padre di Kairi e capo di sesta generazione della famiglia Sisigou. Era un ricercatore presso la Torre dell'Orologio.
Alma Petresia (アルマ・ペトレシア?, Aruma Petoreshia)
Una suora della Santa Chiesa stazionata a Trifas per osservare le attività degli Yggdmillenia. È una donna gentile e pia, che riconosce subito Giovanna d'Arco. È assente sia nel manga che nell'anime.
Toole (トゥール?, Tūru)
Doppiata da: Minako Kotobuki (ed. giapponese) e Giulia Bersani (ed. italiana)
Una homunculus da battaglia creata da Gordes con una personalità ordinata e vivace. Dopo la fine della Grande Guerra del Graal, si occupa dell'educazione del figlio di Gordes, non esitando a colpire lui e, successivamente, la moglie di Gordes, dopo aver protestato per il trattamento riservato a suo figlio e allo stesso Gordes, divenendo una figura predominante nella famiglia. Rimane in cima alla gerarchia per tre mesi fino alla sua morte, causata dalla sua breve durata di vita.
Althea (アルツィア?, Arutsia)
Una homunculus che eccelle nella magia, riservata ma dalla lingua affilata. Accompagna Giovanna d'Arco e Astolfo alla ricerca di Jack lo Squartatore. Dopo la fine della Grande Guerra del Graal, rimane con Caules mentre si reca a Londra, aiutandolo nella magia e nelle faccende domestiche, e accettando un lavoro part-time alla ricerca di famigli. È assente nell'anime.
Gunther (グンター?, Guntā)
Doppiato da: Tsuyoshi Koyama (ed. giapponese) e ? (ed. italiana)
Il re dei Burgundi che chiese a Sigfrido di aiutarlo con l'inganno a sposare la regina d'Islanda Brunilde. L'incidente avrebbe portato al conflitto tra Brunilde e la sorella di Gunther e sposa di Sigfrido, Crimilde, e alla fine alla morte dello stesso Sigfrido. Gunther verrà in seguito ucciso da Crimilde per vendetta.
Hagen (ハーゲン?, Hāgen)
Doppiato da: Susumu Chiba (ed. giapponese) e ? (ed. italiana)
Vassallo e consigliere di re Gunther, nonché migliore amico di Sigfrido. Per via dell'incidente avvenuto tra Brunilde e Crimilde a causa del suo signore, Sigfrido decide di farsi uccidere da Hagen per risolvere la situazione. Le cose, però, non vanno come previsto, e alla fine Hagen finisce per essere giustiziato da Crimilde, non prima di averle rivelato che la morte di Sigfrido era stata un'idea dell'eroe, facendole capire che la sua vendetta era stata inutile.
Morgan Le Fay (モルガン・ル・フェイ?, Mōgan ru Fei)
Doppiata da: Aya Endo (ed. giapponese) e ? (ed. italiana)
Maga britannica e sorella di Artoria, cui scelse di opporvisi non accettando che un semplice umano, al posto di un membro del popolo fatato come lei, guidasse la Britannia. In uno dei suoi intrighi diede alla luce Mordred unendosi con la stessa Artoria, utilizzandola per causarne la rovina.
Avi Dikhail (アヴィ・ディケイル?, Avi Dikeiru)
Doppiato da: È doppiato da Tatsuyuki Kobayashi (ed. giapponese) e ? (ed. italiana)
Un mago degli Yggdmillenia, responsabile della manutenzione degli spiriti di basso livello del castello usati per sorvegliare la fortezza, garantendogli la conoscenza dei codici chiave del sistema di sicurezza. Proprio per questo viene torturato da Jack lo Squartatore per potervisi infiltrare.
Merlino (マーリン?, Mārin)
Doppiato da: È doppiato da Takahiro Sakurai (ed. giapponese) e ? (ed. italiana)
Mago di corte e principale consigliere di Artoria, guidandola nel suo percorso come re.
Justeaze Lizrich von Einzbern (ユスティーツァ・リズライヒ・フォン・アインツベルン?, Yusutītsa Rizuraihi fon Aintsuberun)
Doppiata da: Sanae Kobayashi (ed. giapponese) e Anne Charlotte Barbera (ed. italiana)
Una homunculus e primo capo della famiglia Einzbern alla fondazione della Guerra del Sacro Graal, risiedente all'interno del Graal maggiore.

## Media

### Light novel
La serie di light novel, scritta da Yūichirō Higashide con le illustrazioni di Ototsugu Konoe, è composta da cinque volumi editi da Type-Moon tra il 29 dicembre 2012 e il 28 dicembre 2014.
| Nº | Titolo italiano (traduzione letterale) Giapponese 「Kanji」 - Rōmaji                         | Data di prima pubblicazione | Data di prima pubblicazione |
| Nº | Titolo italiano (traduzione letterale) Giapponese 「Kanji」 - Rōmaji                         | Giapponese                  |                             |
| 1  | I libri apocrifi: la Grande Guerra del Santo Graal 「外典：聖杯大戦」 - Geten: seihai taisen | 29 dicembre 2012            |                             |
| 2  | Il rondò nero / il festival rosso 「黒の輪舞／赤の祭典」 - Kuro no rinbu / Aka no saiten     | 16 agosto 2013              |                             |
| 3  | Il ritorno trionfale del santo 「聖人の凱旋」 - Seijin no gaisen                             | 29 dicembre 2013            |                             |
| 4  | La coppa di sakè dei cieli ardenti 「熾天の杯」 - Shiten no hai                              | 30 maggio 2014              |                             |
| 5  | Il drago malvagio e la santa 「邪竜と聖女」 - Jaryū to seijo                                 | 28 dicembre 2014            |                             |

### Manga
Un adattamento manga, disegnato da Akira Ishida, è stato serializzato sulla rivista Comp Ace di Kadokawa Shoten dal 26 giugno 2016 al 26 marzo 2024. Sedici volumi tankōbon sono stati pubblicati tra il 26 agosto 2016 e il 25 giugno 2024.

#### Volumi
| 1  | 26 agosto 2016 | ISBN 978-4-04-104684-5 |
| 1  | Capitoli (traduzioni letterali dei titoli) - Episode:01 La sera prima dell'inizio -Neri- (開幕前夜-黒-?, Kaimaku zen'ya -Kuro-) - Episode:02 La sera prima dell'inizio -Rossi- (開幕前夜-赤-?, Kaimaku zen'ya -Aka-) - Episode:03 La serata d'inizio -Santa- (開幕前夜-聖女-?, Kaimaku zen'ya -Seijo-) - Episode:Extra |                        |
| 2  | 26 gennaio 2017 | ISBN 978-4-04-105220-4 |
| 2  | Capitoli (traduzioni letterali dei titoli) - Episode:04 Saber nero (黒のセイバー?, Kuro no Seibā) - Episode:05 Ruler arbitro (裁定者 ルーラー?, Saiteisha Rūrā) - Episode:06 Gordes Musik Yggdmillennia (ゴルド・ムジーク・ユグドミレニア?, Gorudo Mujīku Yugudomirenia) - Episode:07 Cavaliere ribelle (叛逆の騎士?, Hangyaku no kishi) - Episode:08 Il duca che infilza, Kazikli Bey (串刺し公 カズィクル・ベイ?, Kushizashi kō Kazikuru Bei) |                        |
| 3  | 24 giugno 2017 | ISBN 978-4-04-105765-0 |
| 3  | Capitoli (traduzioni letterali dei titoli) - Episode:09 Jack lo squaratore, Jack the Ripper (切り裂きジャック ジャック・ザ・リッパー?, Kirisaki Jakku Jakku za Rippā) - Episode:10 Desiderio (願い?, Negai) - Episode:11 La risata del cavaliere pazzo Berserker rosso (赤の狂騎士 笑うバーサーカー?, Aka no kyō kishi warau Bāsākā) - Episode:12 Eroe immortale (不死身の英雄?, Fujimi no eiyū) - Episode:13 Chiron (ケイローン?, Keirōn) |                        |
| 4  | 24 ottobre 2017 | ISBN 978-4-04-106099-5 |
| 4  | Capitoli (traduzioni letterali dei titoli) - Episode:14 L'eroe immortale Rider rosso (不死身の英雄 赤のライダー?, Fujimi no eiyū aka no Raidā) - Episode:15 Ciò che desidera l'eroe (英雄が目指したもの?, Eiyū ga mezashita mono) - Episode:16 Sig (ジーク?, Jīku) - Episode:17 Assassin nero (黒のアサシン?, Kuro no Asashin) - Special |                        |
| 5  | 26 gennaio 2018 | ISBN 978-4-04-106487-0 |
| 5  | Capitoli (traduzioni letterali dei titoli) - Episode:18 I Master (マスターたち?, Masutā-tachi) - Episode:19 L'abito magico che rafforza, Bronze Link Manipulator (接続強化型魔術礼装 ブロンズリンク・マニピュレーター?, Setsuzoku kyōka-gata majutsu reisō Buronzu Rinku Manipyurētā) - Episode:20 I giardini pensili della vanità, Hanging Gardens of Babylon (虚栄の空中庭園 ハンギングガーデンズ・オブ・バビロン?, Kyoei no kūchū teien Hangingu Gādenzu Obu Babiron) - Special |                        |
| 6  | 26 luglio 2018 | ISBN 978-4-04-107166-3 |
| 6  | Capitoli (traduzioni letterali dei titoli) - Episode:21 La guerra del Santo Graal (聖杯大戦?, Seihai taisen) - Episode:22 Ad ognuno la sua battaglia (それぞれの戦い?, Sorezore no tatakai) - Episode:23 Mostro pazzo (狂った怪物?, Kurutta kaibutsu) - Episode:24 La crocifissione ad albero, Tree Blasted Tree (磔刑の雷樹 ブラステッド・ツリー?, Takkei no kaminari-ju Burasu Teddo Tsurī) |                        |
| 7  | 26 febbraio 2019 | ISBN 978-4-04-107811-2 |
| 7  | Capitoli (traduzioni letterali dei titoli) - Episode:25 L'incantesimo di comando del drago mutaforma, Dead Count Shapeshifter (竜告令呪 デッドカウント・シェイプシフター?, Ryū tsuge-rei noroi Deddo Kaunto Sheipushifutā) - Episode:26 Il ruggito della bestia ferita, Crying Warmonger (疵獣の咆哮 クライング・ウォーモンガー?, Kizujū no hōkō Kuraingu Uōmongā) - Episode:27 Il mio Dio è qui, Luminosité Eternelle (我が神はここにありて リュミノジテ・エテルネッル?, Waga kami wa koko ni arite Ryuminojite Eterunerru) - Episode:28 La leggenda del sangue fresco, Blood Legend of Dracula (鮮血の伝承 レジェンド・オブ・ドラキュリア?, Senketsu no denshō Rejendo Obu Dorakyuria) - Episode:29 16° Servant (16人目のサーヴァント?, 16 hitome no Sāvanto) |                        |
| 8  | 26 novembre 2019 | ISBN 978-4-04-108687-2 |
| 8  | Capitoli (traduzioni letterali dei titoli) - Episode:30 Amakusa Shiro Tokisada (天草四郎時貞?, Amakusa Shirō Tokisada) - Episode:31 Celenike Icecolle Yggdmillennia (セレニケ・アイスコル・ユグドミレニア?, Serenike aisukoru yugudomirenia) - Episode:32 Il diritto di scegliere il Master (マスターを選ぶ権利?, Masutā o erabu kenri) - Episode:33 Il vero Golem (もっとも原典に忠実なゴーレム?, Mottomo genten ni chūjitsuna Gōremu) - Episode:34 "Corona: luce della saggezza", Golem Keter Malkuth (『王冠:叡智の光』 ゴーレム・ケテルマルクト?, “Ōkan: Eichi no hikari” Gōremu Keterumarukuto) - Episode:35 "L'uomo primordiale", Adam (『原初の人間』 アダム?, “Gensho no ningen” Adamu) - Episode:36 "Paradiso", Eden (『楽園』 エデン?, “Rakuen” Eden) |                        |
| 9  | 24 ottobre 2020 | ISBN 978-4-04-108690-2 |
| 9  | Capitoli (traduzioni letterali dei titoli) - Episode:37 La preghiera della santa (聖女の祈り?, Seijo no inori) - Episode:38 Il desiderio del Santo Graal (聖杯にかける願い?, Seihai ni kakeru negai) - Episode:39 Traumarei (トロイメライ?, Toroimerai) - Episode:40 Il prezzo del miracolo (有償の奇跡?, Yūshō no kiseki) - Episode:41 Ho visto un sogno splendente (輝くような夢を視た?, Kagayaku yōna yume o mita) - Episode:42 Ho fatto un brutto sogno (忌々しい夢を視た?, Imaimashī yume o mita) - Episode:43 Ciò che bisogna fare (やるべきこと?, Yarubeki koto) |                        |
| 10 | 26 luglio 2021 | ISBN 978-4-04-111676-0 |
| 10 | Capitoli (traduzioni letterali dei titoli) - Episode:44 Vuoi pagare? (はくじょうする??, Wa kuji yōsuru?) - Episode:45 Città della nebbia oscura, The Mist (暗黒霧都 ザ・ミスト?, Ankoku kiri to za Misuto) - Episode:46 Bene e male (善と悪?, Zen to aku) - Episode:47 La signora della carneficina, Maria the Ripper (解体聖母 マリア・ザ・リッパー?, Kaitai seibo Maria za Rippā) - Episode:48 Possa l'anima defunta riposare in pace (去りゆく魂に安らぎあれ?, Sariyuku tamashī ni yasuragi are) |                        |
| 11 | 25 settembre 2021 | ISBN 978-4-04-111677-7 |
| 11 | Capitoli (traduzioni letterali dei titoli) - Episode:49 Il santo impostore (偽の聖女?, Nise no seijo) - Episode:50 Spartiacque (分水嶺?, Bunsuirei) - Episode:51 Le responsabilità del Master (マスターの責任?, Masutā no sekinin) - Episode:52 La notte scorsa (最後の夜?, Saigo no yoru) - Episode:53 Attacco (出撃?, Shutsugeki) |                        |
| 12 | 26 marzo 2022 | ISBN 978-4-04-111678-4 |
| 12 | Capitoli (traduzioni letterali dei titoli) - Episode:54 Il tempo della promessa (約束の刻?, Yakusoku no koku) - Episode:55 La punizione divina del cinghiale, Agrius Metamorphosis (神罰の野猪 アグリオス・メタモローゼ?, Shinbatsu no yacho Aguriosu Metamorōze) - Episode:56 La punta della stella volante, Diatrekhōn Astēr Lonkhē (宙駆ける星の穂先 ディアトレコーン・アステール・ロンケーイ?, Chū kakeru hoshi no hosaki Diatorekōn Asutēru Ronkēi) - Episode:57 Il colpo dello scorpione celeste, Antares Snipe (天蠍一射 アンタレス・スナイプ?, Tenkatsu ichi-sha Antaresu Sunaipu) |                        |
| 13 | 26 settembre 2022 | ISBN 978-4-04-112945-6 |
| 13 | Capitoli (traduzioni letterali dei titoli) - Episode:58 Assalto al giardino fluttuante (空中庭園強襲?, Kūchū teien kyōshū) - Episode:59 L'arco del cielo oscuro, Tauropolos (闇天の弓 タウロポロス?, Yamiten no yumi Tauroporosu) - Episode:60 Amakusa Shiro Tokisada (天草四郎時貞?, Amakusa Shirō Tokisada) - Episode:61 O sole che segui la morte, Vasavi Shakti (日輪よ、死に随え ヴァサヴィ・シャクティ?, Nichirinyo, shini zui e Vasavi Shakuti) |                        |
| 14 | 25 marzo 2023 | ISBN 978-4-04-112946-3 |
| 14 | Capitoli (traduzioni letterali dei titoli) - Episode:62 Dopo una feroce battaglia...... (激闘の果てに……?, Gekitō no hate ni……) - Episode:63 Il più antico avvelenatore (最古の毒殺者?, Saiko no dokusatsusha) - Episode:64 È giunto il momento per l'inizio dello spettacolo, facciamo un applauso al First Folio (開演の刻は来たれり、此処に万雷の喝采を ファースト・フォリオ?, Kaien no koku wa kitareri, koko ni banrai no kassai o Fāsuto Forio) - Episode:65 È stato divertente, Master (楽しかったぜ、マスター?, Tanoshikatta ze, Masutā) |                        |
| 15 | 26 ottobre 2023 | ISBN 978-4-04-113945-5 |
| 15 | Capitoli (traduzioni letterali dei titoli) - Episode:66 Il cammino della santa (聖女の軌跡?, Seijo no kiseki) - Episode:67 Il terzo incantesimo (第三魔法?, Dai san mahō) - Episode:68 Spero di vederti (会いたいと願う?, Aitai to negau) - Episode:69 La santa cremisi (紅蓮の聖女?, Guren no seijo) |                        |
| 16 | 25 giugno 2024 | ISBN 978-4-04-113946-2 |
| 16 | Capitoli (traduzioni letterali dei titoli) - Episode.70 Eri lì? (そこにいたのか?, Soko ni ita no ka) - Episode.71 L'ultima battaglia (最後の戦い?, Saigo no tatakai) - Episode.72 Desiderio (願い?, Negai) - Episode.FINAL Epilogue (エピローグ?, Epirōgu) |                        |

### Anime
Annunciato ufficialmente il 31 dicembre 2016, un adattamento anime di venticinque episodi, prodotto da A-1 Pictures e diretto da Yoshiyuki Asai, è andato in onda dal 1º luglio al 30 dicembre 2017. La composizione della serie è a cura dello stesso autore Higashide, mentre la colonna sonora è stata composta da Masaru Yokoyama. Le sigle di apertura e chiusura sono rispettivamente Eiyū unmei no uta (英雄 運命の詩?) degli Egoist e Désir di Garnidelia, poi sostituite dalla seconda metà da Ash di LiSA e Koe di Asca. Al di fuori del Giappone gli episodi sono stati trasmessi in streaming dal 7 novembre 2017 al 31 marzo 2018 da Netflix. Il doppiaggio italiano è stato curato dalla SDI Media di Milano sotto la direzione di Luca Sandri. L'adattamento dei dialoghi dell'edizione italiana sono stati effettuati da: Luca Sandri, Alessio Machelli e Valerio Polloni.

#### Episodi
| Nº | Titolo italiano Giapponese 「Kanji」 - Rōmaji                                                  | In onda           | In onda         |
| Nº | Titolo italiano Giapponese 「Kanji」 - Rōmaji                                                  | Giapponese        | Italiano        |
| 1  | Apocrypha: La grande guerra del Santo Graal 「外典：聖杯大戦」 - Geten: seihai taisen          | 1º luglio 2017    | 7 novembre 2017 |
| 2  | Il santo è partito 「聖女の出立」 - Seijo no shuttatsu                                         | 8 luglio 2017     | 7 novembre 2017 |
| 3  | I primi passi del fato 「歩き出す運命」 - Arukidasu unmei                                      | 15 luglio 2017    | 7 novembre 2017 |
| 4  | La vita è un costo, la morte un rimborso 「生の代償、死の贖い」 - Sei no daishō, shi no aganai | 22 luglio 2017    | 7 novembre 2017 |
| 5  | Voce dall'alto 「天の声」 - Ten no koe                                                         | 29 luglio 2017    | 7 novembre 2017 |
| 6  | Il cavaliere ribelle 「叛逆の騎士」 - Hangyaku no kishi                                        | 5 agosto 2017     | 7 novembre 2017 |
| 7  | Dove giace la libertà 「自由の在処」 - Jiyū no arika                                           | 12 agosto 2017    | 7 novembre 2017 |
| 8  | La guerra comincia 「開戦の狼煙」 - Kaisen no noroshi                                          | 19 agosto 2017    | 7 novembre 2017 |
| 9  | Cento fiamme e cento fiori 「百の焔と百の華」 - Hyaku no homura to hyaku no hana               | 26 agosto 2017    | 7 novembre 2017 |
| 10 | Petali sparsi 「花と散る」 - Hana to chiru                                                     | 2 settembre 2017  | 7 novembre 2017 |
| 11 | Splendore eterno 「永遠の輝き」 - Eien no kagayaki                                             | 9 settembre 2017  | 7 novembre 2017 |
| 12 | Il ritorno trionfale del santo 「聖人の凱旋」 - Seijin no gaisen                               | 16 settembre 2017 | 7 novembre 2017 |
| 13 | L'ultimo Master 「最後のマスター」 - Saigo no masutā                                           | 30 settembre 2017 | 31 marzo 2018   |
| 14 | Preghiera di salvezza 「救世の祈り」 - Guze no inori                                           | 7 ottobre 2017    | 31 marzo 2018   |
| 15 | Percorsi divergenti 「道は違えど」 - Michi wa chigaedo                                         | 14 ottobre 2017   | 31 marzo 2018   |
| 16 | Jack lo Squartatore 「ジャック・ザ・リッパー」 - Jakku za Rippā                                | 21 ottobre 2017   | 31 marzo 2018   |
| 17 | Träumerei 「トロイメライ」 - Toroimerai                                                        | 28 ottobre 2017   | 31 marzo 2018   |
| 18 | Dall'inferno 「フロム・ヘル」 - Furomu Heru                                                    | 4 novembre 2017   | 31 marzo 2018   |
| 19 | L'ultima alba 「終わりの朝」 - Owari no asa                                                    | 11 novembre 2017  | 31 marzo 2018   |
| 20 | Solcando i cieli 「空を駆ける」 - Sora o kakeru                                                | 25 novembre 2017  | 31 marzo 2018   |
| 21 | La freccia di Astares 「天蠍一射」 - Antaresu Sunaipu                                          | 2 dicembre 2017   | 31 marzo 2018   |
| 22 | Riunione e separazione 「再会と別離」 - Saikai to betsuri                                      | 9 dicembre 2017   | 31 marzo 2018   |
| 23 | Verso l'orizzonte 「彼方へと」 - Kanata e to                                                   | 16 dicembre 2017  | 31 marzo 2018   |
| 24 | La guerra del Grande Graal 「聖杯戦争」 - Seihai sensō                                         | 23 dicembre 2017  | 31 marzo 2018   |
| 25 | Apocrypha 「Apocrypha」                                                                        | 30 dicembre 2017  | 31 marzo 2018   |